# Dámaso Alonso

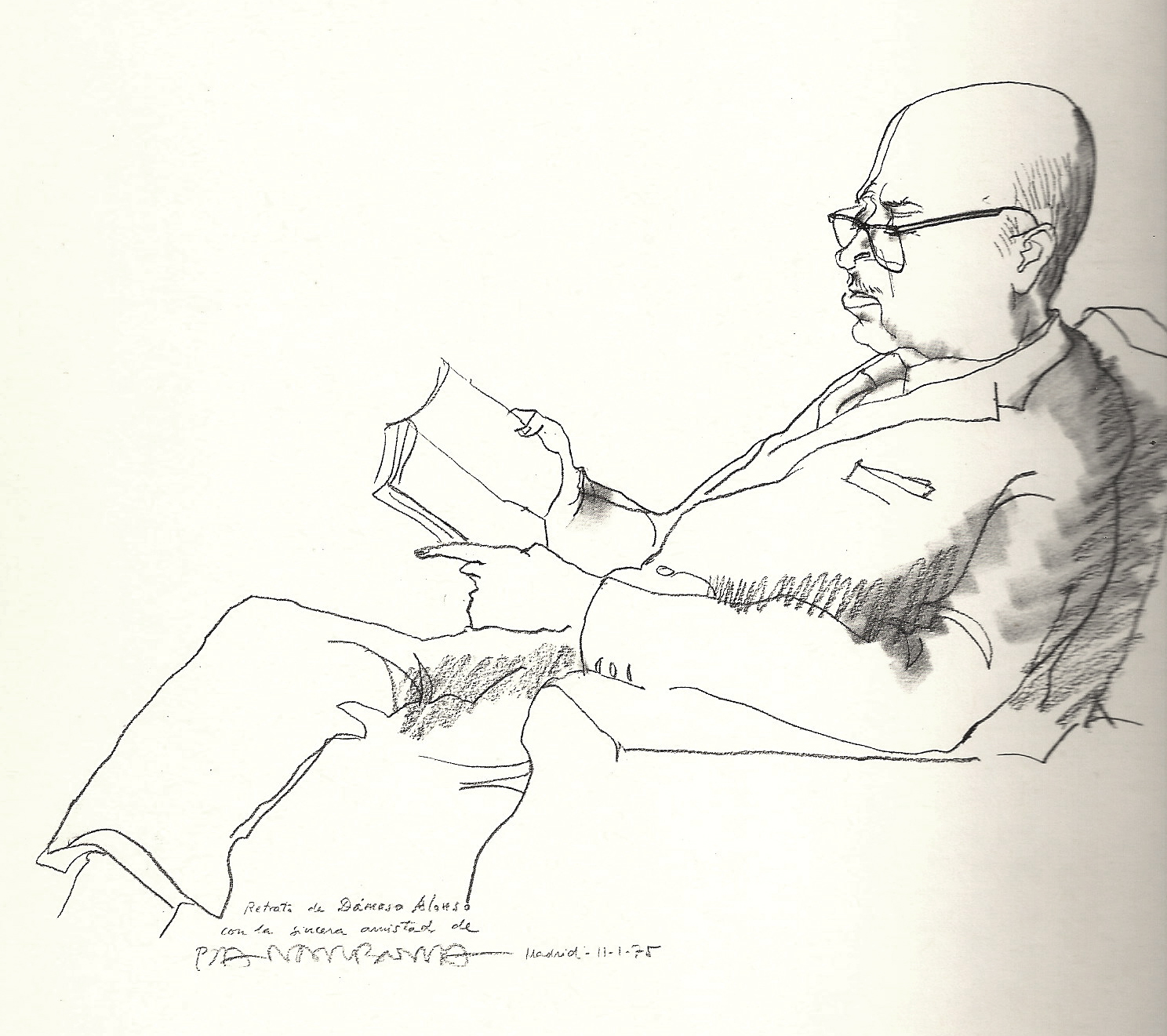
Dámaso Alonso auf einer Zeichnung von Josep Pla-Narbona

Dámaso Alonso, vollständiger Name Dámaso Alonso y Fernández de las Redondas, (* 22. Oktober 1898 in Madrid; † 25. Januar 1990 ebenda) war ein spanischer Dichter und Hispanist.

## Leben und Werk

### Der Wissenschaftler
Dámaso Alonso studierte Jura sowie Philosophie und Sprachwissenschaften an der  Universität Madrid, beide Studien schloss er mit dem Lizenziat ab. Am Centro de Estudios Históricos in Madrid war er Schüler von Ramón Menéndez Pidal. Von April 1921 bis Oktober 1922 unterrichtete er als Lektor Spanische Sprache und Literatur an der Friedrich-Wilhelms-Universität in Berlin, später an der University of Cambridge, an der Stanford University und von 1931 bis 1933 an der University of Oxford. 1933 erhielt er den Lehrstuhl für Spanische Sprache und Literatur der Universität Valencia. 1935 war er Gastprofessor in Leipzig. 1941 wurde er an die Universität Madrid berufen, dort lehrte er bis 1968. In Madrid gehörte Fernando Lázaro Carreter zu seinen Schülern. Er gab die Revista de Filología Española heraus.

### Der Dichter
Der Dichter Alonso war „einer der Anführer der literarischen Revolution gegen das Spanien des Bürgertums. ... Seine Waffe waren die Bilder und die vertrackte Grammatik von Góngora“. Er gehörte zur Generación del 27. Sein Hauptwerk Hijos de la ira. Diario íntimo, Madrid 1944 (deutsch: Söhne des Zorns. Gedichte, übertragen und herausgegeben von Karl August Horst, 1954) sorgte im Spanien Francos für Aufsehen. Es besteht aus einer „Serie von Klagegedichten, Selbstverunglimpfungen und polemischen Attacken, die schmerzgeprägt, wutentbrannt und unterstützt von einer präzisen Metaphorik, die ungewöhnliche Widerstandskraft eines Dichters ‚in dürftiger Zeit‘ demonstrieren“ und „die geistige und materielle Zerstörung des Landes ehrlich evozieren“.

## Ehrungen (Auswahl)
- 1927 erhielt Alonso den Premio Nacional de Literatura.
- 1943 erhielt er den Premio Fastenrath.
- 1948 wurde er zum Mitglied der Real Academia Española gewählt und 1950 öffentlich aufgenommen; nach dem Tod von Ramón Menéndez Pidal übernahm er bis 1982 ihre Leitung.[6]
- 1952 wurde er zum korrespondierenden Mitglied der Bayerischen Akademie der Wissenschaften gewählt.[7]
- 1959 wurde er zum Mitglied der Real Academia de la Historia gewählt.[8]
- 1960 erhielt er den Premio Ausiàs March für Essayistik.
- 1962 wurde er zum Mitglied der American Philosophical Society gewählt.
- 1968 erhielt er den Orden des Infanten Dom Henrique (Großoffizier).
- 1969 wurde er zum Mitglied der Accademia della Crusca gewählt.[9]
- 1973 wurde er zum Ehrenmitglied der Academia Mexicana de la Lengua gewählt.[10]
- 1978 erhielt Alonso den Cervantespreis.[11]
- Zahlreiche Universitäten verliehen Dámaso Alonso die Ehrendoktorwürde, darunter die Universitäten von Bordeaux, Hamburg, Freiburg, Rom, Oxford, Lissabon, Oviedo, Granada sowie die Harvard University, die Universidad Nacional Mayor de San Marcos in Lima und die Universidad de Costa Rica.[12][11]

## Schriften

### Als Autor
- La lengua poética de Góngora, Madrid 1935
- La Poesía de San Juán de la Cruz, Madrid 1942
- Ensayos sobre poesía española, Buenos Aires 1946
- Vida y obra de Medrano, Madrid 1948
- Poesía española. Ensayo de métodos y límites estilísticos. Garcilaso. Fray Luis de León. San Juan de la Cruz. Góngora. Lope de Vega. Quevedo, Madrid 1950, 5. Auflage 1993 (deutsch: Spanische Dichtung. Versuch über Methoden und Grenzen der Stilistik. Deutsch von Christoph Eich unter Mitarbeit von Ina Reiss. Francke, Bern und München 1962)
- (mit Carlos Bousoño) Seis calas en la expresión literaria española, prosa, poesía, teatro, Madrid 1951
- Poetas españoles contemporaneos, Madrid 1952, 3. Auflage 1988
- La Primitiva épica francesa a la luz de una nota emilianense, Madrid 1954
- Estudios y ensayos gongorinos, Madrid 1955, 1960
- Menéndez Pelayo, crítico literario. Las palinodias de Don Marcelino, Madrid 1956
- De los siglos oscuros al de Oro. Notas y artículos a través de 700 años de letras españolas, Madrid 1958
- Primavera temprana de la literatura europea. Lírica, épica, novela, Madrid 1961
- Dos Españoles del Siglo de oro. Un poeta madrileñista, latinista y francesista en la mitad del siglo XVI. El Fabio de la „Epístola moral“, su cara y cruz en Méjico y en España, Madrid 1960
- Góngora y el „Polifemo“, 2 Bände, Madrid 1960–1961
- Del Siglo de Oro a este siglo de siglas. Notas y artículos a través de 350 años de letras españolas, Madrid 1962
- Cuatro poetas españoles. Garcilaso. Góngora. Maragall. Antonio Machado, Madrid 1962
- Cancionero y romancero español, Madrid 1969, 1985
- Obras completas, 10 Bände, Madrid 1972–1993
  - Bd. 1. Estudios lingüisticos peninsulares  (1972)
  - Bd. 2–4. Estudios y ensayos sobre literatura (1973–1975)
  - Bd. 5–7. Góngora y el gongorismo  (1978–1984)
  - Bd. 8. Comentarios de textos  (1985)
  - Bd. 9. Poesía española y otros estudios (1989)
  - Bd. 10. Verso y prosa literaria (1993)
- En torno a Lope. Marino. Cervantes. Benavente. Góngora. Los Cardenios, Madrid 1972
- María Asunción Mateo (Hrsg.): Dámaso Alonso para niños. Ediciones de la Torre, Madrid 1985, ISBN 84-85866-68-1.

### Als Herausgeber
- Luis de Góngora: Las Soledades, Madrid 1927, 1956
- Luis Carrillo de Sotomayor: Poesías completas, Madrid 1936
- Gil Vicente: Tragicomedia de Don Duardos,  Madrid 1942
- (mit Rafael Ferreres): Cancionero antequerano, recogido por los años 1627 y 1628 por Ignacio de Toledo y Godoy, Madrid 1950
- El Hospital de los podridos y otros entremeses alguna vez atribuidos a Cervantes, Madrid 1987
- Francisco de Medrano: Poesía, Madrid 1988

### Als Übersetzer
- Walther von Wartburg: Problemas y metodos de la linguistica, Madrid 1951, 1991

### Deutsche Ausgaben
- Söhne des Zorns. Gedichte. Aus dem Spanischen übertragen und herausgegeben von Karl August Horst (= Bibliothek Suhrkamp Bd. 12). Suhrkamp, Frankfurt am Main 1954 (neuere Ausgabe 1997: ISBN 978-3-518-01022-8).
- Spanische Dichtung. Versuch über Methoden und Grenzen der Stilistik. Deutsch von Christoph Eich unter Mitarbeit von Ina Reiss. Francke, Bern und München 1962.
- Essays zur spanischen Literatur, herausgegeben von Günther Haensch und Thekla Lepsius. Hueber, Ismaning 1974, ISBN 3-19-004024-9.

### Allgemein
- María Asunción Mateo (Hrsg.): Dámaso Alonso para niños. Ediciones de la Torre, Madrid 1985, ISBN 84-85866-68-1.

### Der Dichter
- Miguel Jaroslaw Flys: La Poesía existencial de Dámaso Alonso. Gredos, Madrid 1968.
- Elsie Alvarado de Ricord: La Obra poética de Dámaso Alonso. Gredos, Madrid 1968.
- Rafael Ferreres: Aproximación a la poesía de Dámaso Alonso. Bello, Valencia 1976.
- Erwin Walter Palm: Dichterporträts. In: Ders. Erinnerungen und Texte (= Ibero-Amerikanisches Archiv, N.F. ISSN 0340-3068, Jg. 15 (1989), Heft 4). Colloquium Verlag, Berlin 1989, S. 605–626; zu Dámaso Alonso: S. 611–612.
- Concha Zardoya, Ricardo Gullón, Dámaso Santos (Hrsg.): Dámaso Alonso. Una poética dramática de la existencia. Creación e investigación = Anthropos. Revista de documentación científica de la cultura, ISSN 0211-5611, Jg. 1990, Heft 106/107 (Dámaso Alonso gewidmetes Themenheft).
- Elisabeth Kruse: La recepción creadora de la tradición mística en la lírica de Dámaso Alonso. ¿Un poeta metafísico moderno? Narr Francke Attempto, Tübingen 2016, ISBN 978-3-8233-6995-0.

### Der Romanist
- Emeterio G. Setién de Jesús María: Las raíces de la poesía sanjuanista y Dámaso Alonso. El Monte Carmelo, Burgos 1950.
- Studia philologica. Homenaje ofrecido a Dámaso Alonso por sus amigos y discípulos con ocasión de su 60. Aniversario, 3 Bde. Gredos, Madrid 1960–1963
- Homenaje universitario a Dámaso Alonso. Reunido por los estudiantes de filología románica. Curso 1968–1969. Gredos, Madrid 1970.
- Valerio Báez San José: La estilística de Dámaso Alonso. Universidad de Sevilla, Sevilla 1971.
- Manuel Alvar: La estilística de Damaso Alonso. Herencias e intuiciones. Universidad de Salamanca, Salamanca 1977, ISBN 84-600-1027-9.

### Bibliographie
- Fernando Huarte Morton, Juan Antonio Ramírez Ovelar: Bibliografía de Dámaso Alonso. Gredos, Madrid 1998, ISBN 84-249-1898-3.